# Théo Mayan
Théophile Henri Mayan, dit Théo Mayan, né le 22 décembre 1860 à Marseille et mort le 15 février 1936 à Avignon, est un peintre français.

## Biographie
Il est l'élève de Gaston Saintpierre, Georges Laugée et d'Antoine Vollon. Il expose au Salon des artistes français de 1883 à 1930 : il obtient une mention honorable en 1894 pour Pendant la moisson, Provence et  en 1899 une médaille de 3e classe pour Rencontre matinale, Provence.
Il réalise essentiellement des scènes représentant des paysannes (faneuses, bergères) ainsi que des paysages ruraux. Il peint des scènes rustiques imprégnées d'un souci d'idéalisation, observées aux environs de Marseille, d'Arles et en Camargue. Elzéard Rougier, critique et défenseur de la culture provençale, dit de lui : « La beauté champêtre le passionne, il l'étudie d'amour, il la suit, enthousiaste, à travers les genêts d'or et le long des étangs de porcelaine azurée, dans les petits bois de pins où les cigales chantent leur cantique d'ardente obsession. Les Arlésiennes surtout le tentent et le préoccupent ».

## Œuvres

### Peintures
Quelques-unes de ses œuvres se trouvent dans des musées :
- Musée Thomas-Henry (Cherbourg-en-Cotentin) : Chèvres au pâturage, pastel sur papier, 50,5 × 90,2 cm[3]
- Musée Boucher-de-Perthes (Abbeville) : Paysage au troupeau de moutons, huile sur toile, 52,9 × 67,8 cm[4]
- Musée Gassendi (Digne) : Les Alpilles et la plaine d'Eygalières au printemps, Dans les sables de la Durance
- Musée Calvet (Avignon) : Les deux bergères, retour des champs, L'Étang de Salse avec le Canigou, Mme Léotard

Il réalise également des scènes religieuses pour des églises comme celle de la Trinité-La-Palud à Marseille où il peint d'une part un tableau représentant Saint Jean de Matha et saint Félix de Valois, fondateurs de l'ordre des Trinitaires et portant sur la poitrine la croix rouge et bleue, implorant à genoux une Vierge à l'Enfant figurée en haut du tableau et d'autre part, pour la chapelle des âmes du purgatoire, deux toiles marouflées représentant l'une l'ange Gabriel tenant un calice et l'autre un ange emportant une âme.

Œuvres de Théo Mayan
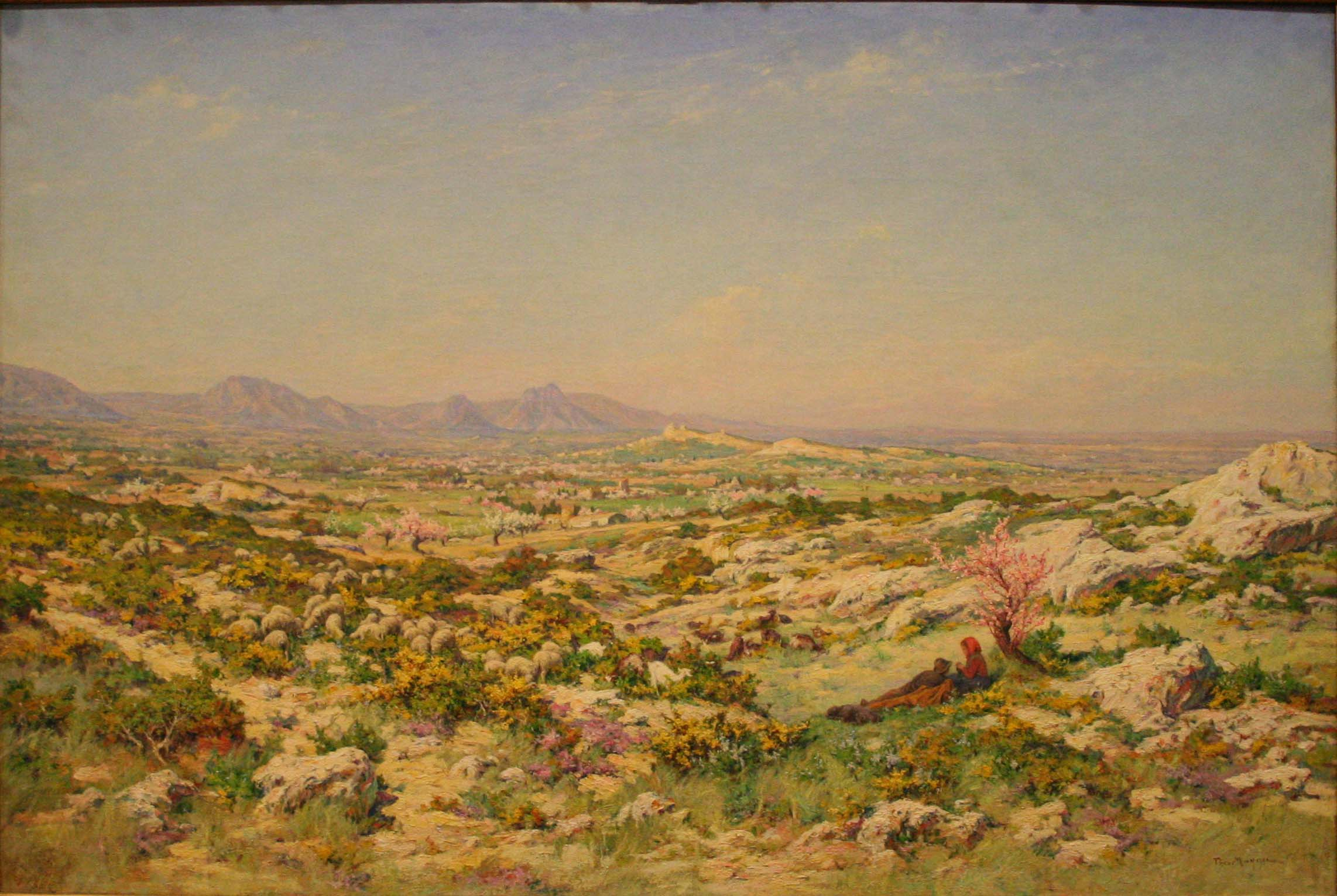
Les Alpilles et la plaine d'Eygalières, Musée Gassendi.
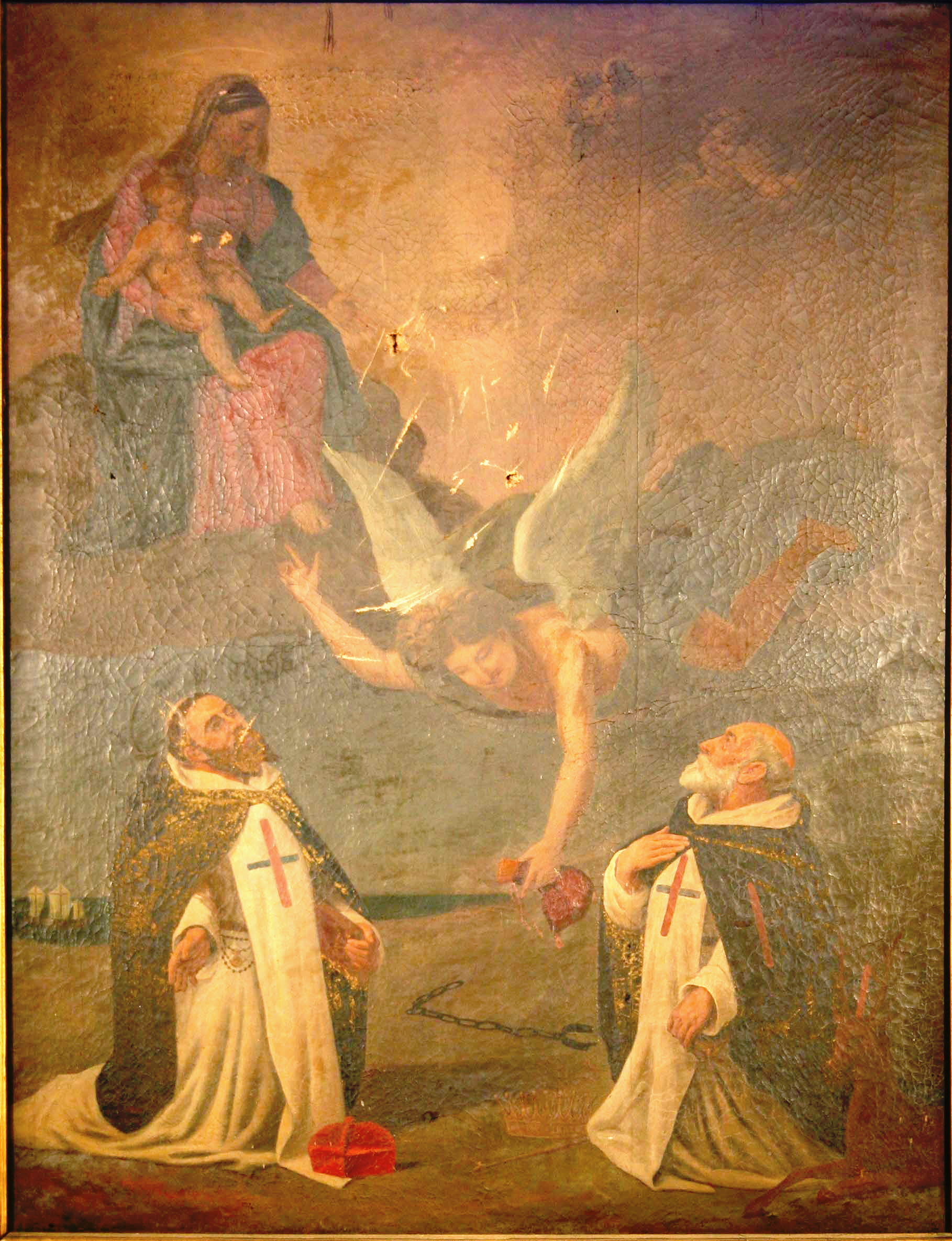
Saint Jean de Matha et saint Félix de Valois, Église de La Trinité-La Palud